# Ahja
Ahja est un petit bourg de la commune de Põlva, situé dans le comté de Põlva en Estonie. Avant la réforme administrative d'octobre 2017, il était le chef-lieu de la commune de Ahja.

## Description
Ahja tire son nom de la rivière Ahja, le bourg est situé à 191 km au sud-est de Tallinn et à environ 16 km au nord de Põlva.
À Ahja, il y a un jardin d'enfants, une école primaire du nom de Friedebert Tuglas (le nombre d'élèves pour l'année scolaire 2002/2003 - 200, pour l'année scolaire 2009/2010 - 122), un centre de médecine familiale, un cabinet de dentiste, un bureau de poste, un centre communautaire, une bibliothèque, une épicerie, un magasin de matériaux de construction et une salle de sport construite en 2005. Le Centre Ouvert de la Jeunesse fonctionne depuis octobre 2001. Le village dispose d'une maison de retraite et d'un centre de jour pour personnes âgées et personnes ayant des besoins particuliers,.

## Population
En 2019, la population s'élevait à 494 habitants.
| 2000 | 2005 | 2008 | 2011 | 2018 |
| ---- | ---- | ---- | ---- | ---- |
| 635  | 598  | 568  | 507  | 488  |

| 2019 | 2020 | - | - | - |
| ---- | ---- | - | - | - |
| 494  | 473  | - | - | - |

## Manoir d'Ahja
Les premières références au domaine Ahja (en allemand : Aya) datent de 1553.
Le manoir appartenait à la famille Oxenstierna (en) au XVIIe siècle, mais il fut ensuite repris par l'État suédois dans le cadre de la grande Réduction.
En 1716, il fut offert à Christina Glück, la veuve de Johann Ernst Glück, dans la famille de laquelle grandit la future Catherine Ire de Russie.
Le bâtiment actuel de deux étages de style baroque avec une entrée principale en forme de pavillon date de l'époque où il était la propriété de François Guillemot de Villebois, qui était le gendre de Christina Glück.
Le bâtiment a été achevé vers 1749, probablement construit par des maîtres d'œuvre de Saint-Pétersbourg.
En 1770, Jakob Michael Reinhold Lenz devient pendant deux ans dirigeant du domaine. Plus tard, il appartint à diverses familles germano-baltes. L'une d'entre-elles était la famille von Brasch, qui a construit une chapelle funéraire familiale, qui existe encore dans le parc du manoir,.

## Galerie

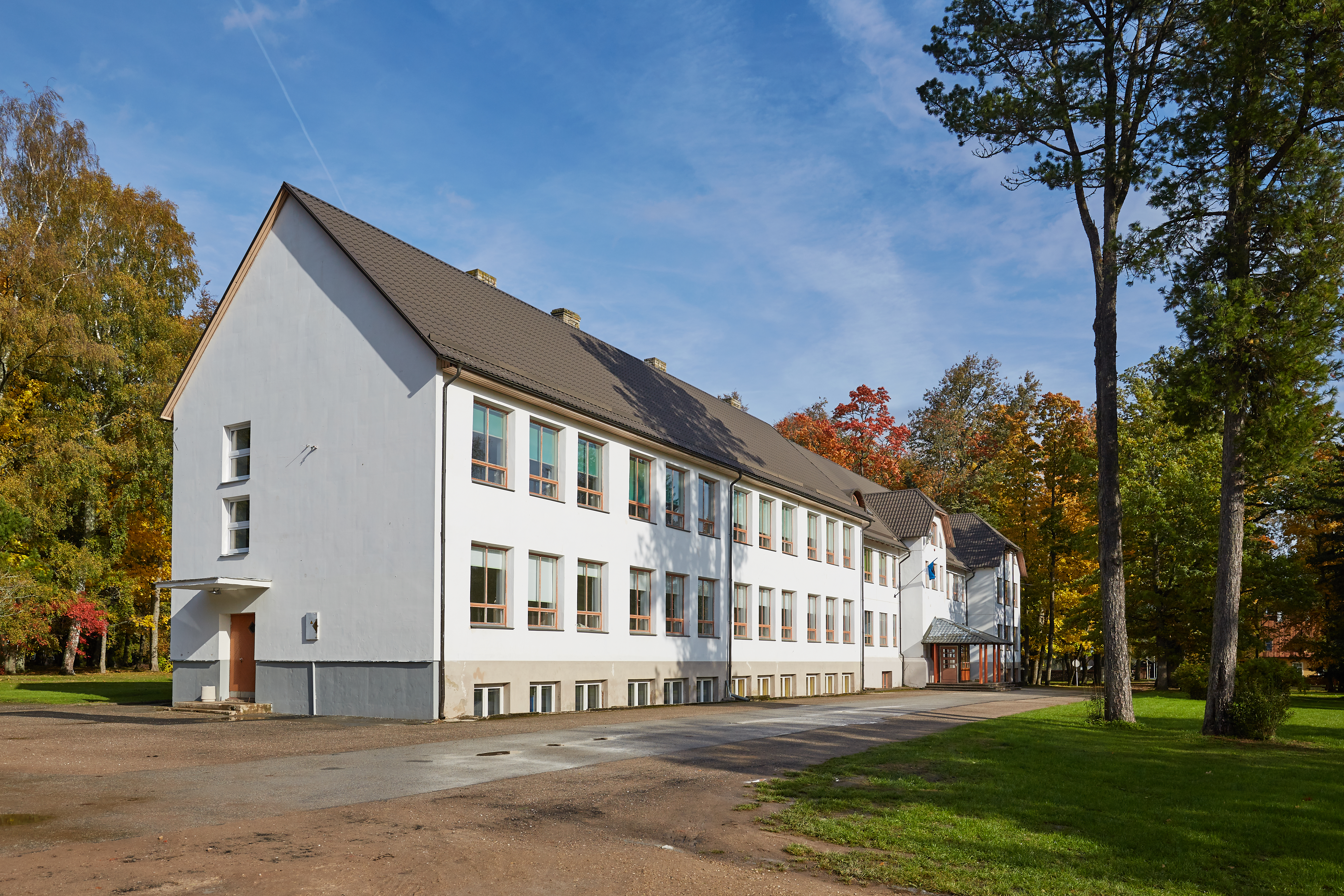
École de Ahja.
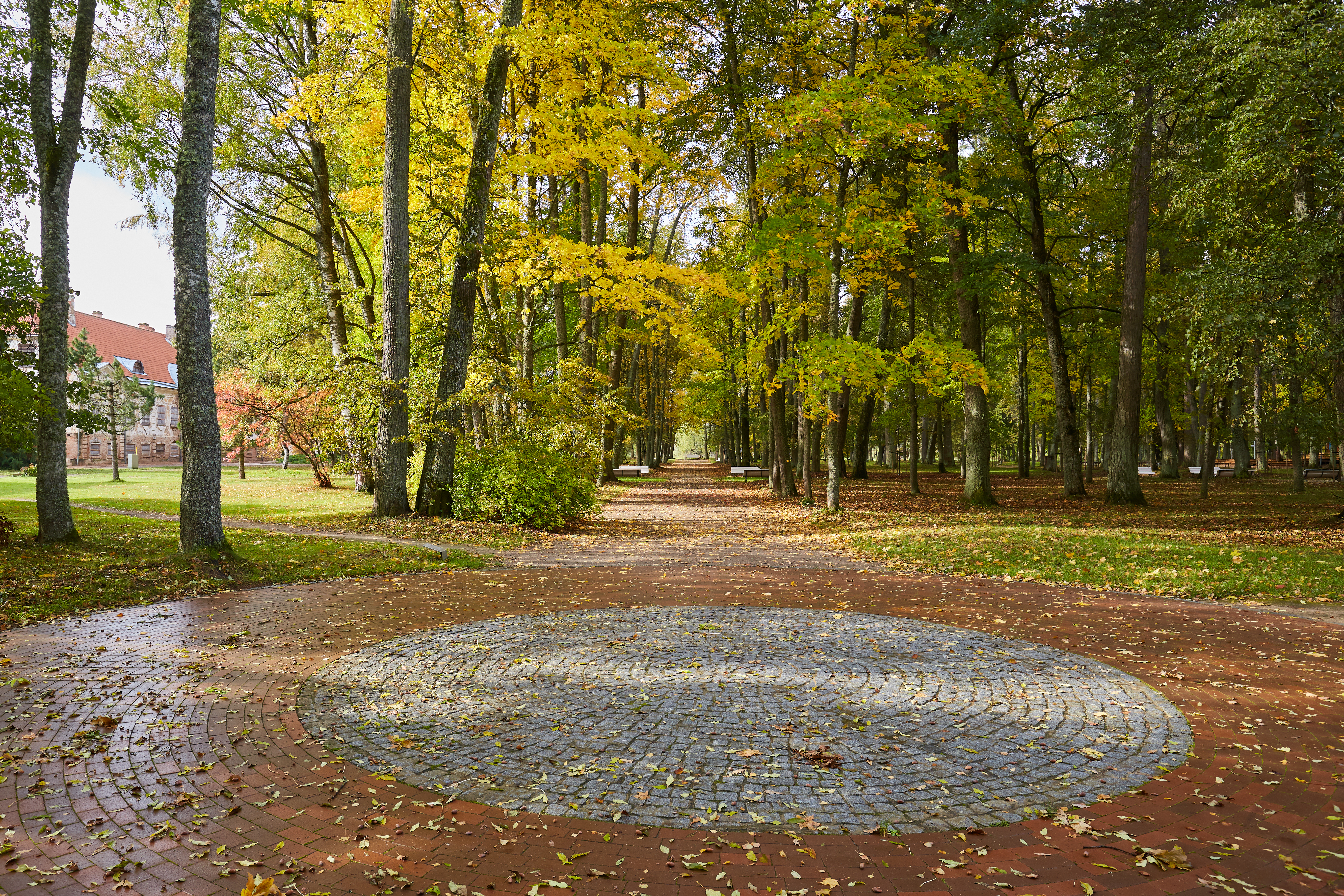
Parc du manoir.
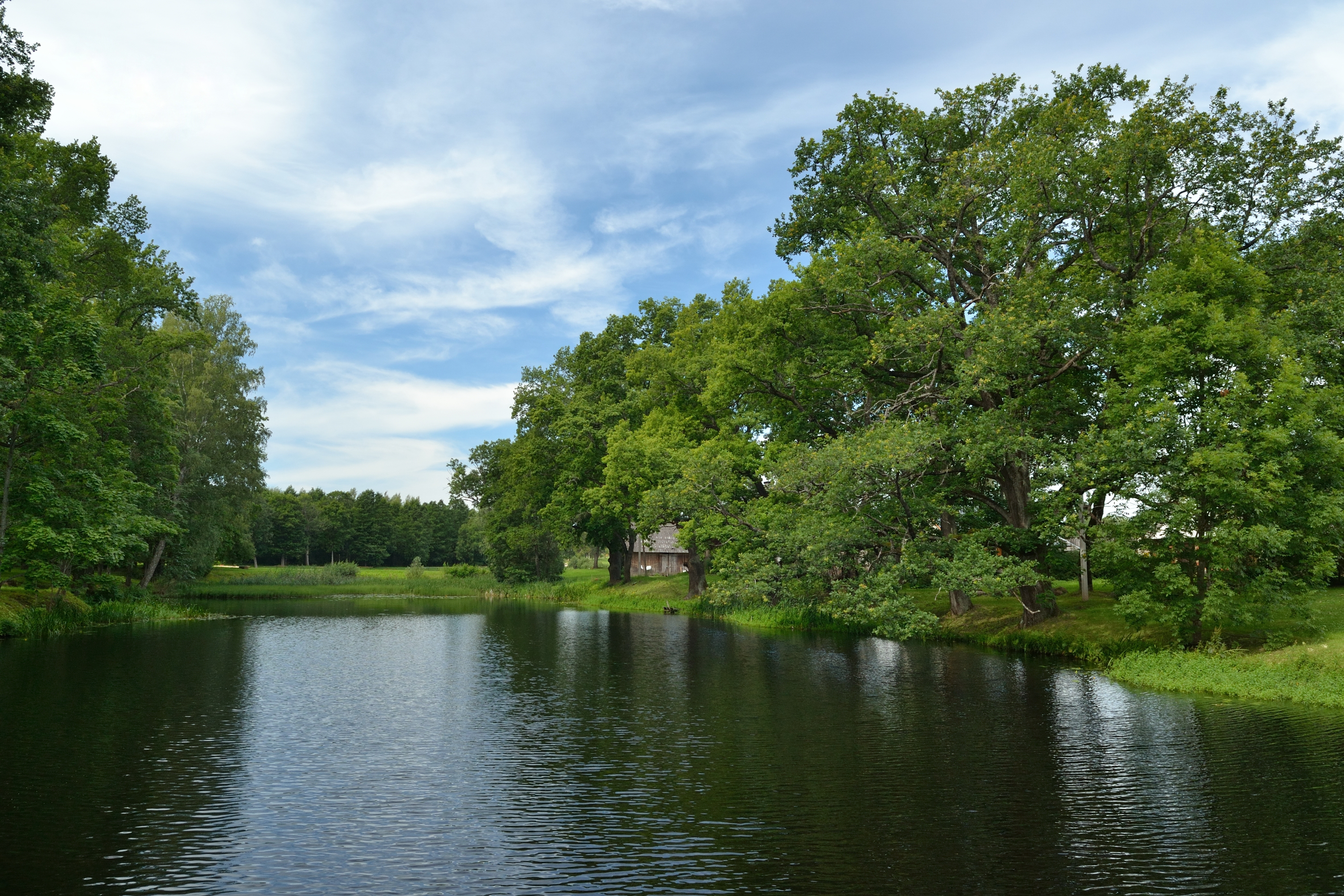
Étang dans le parc du manoir.
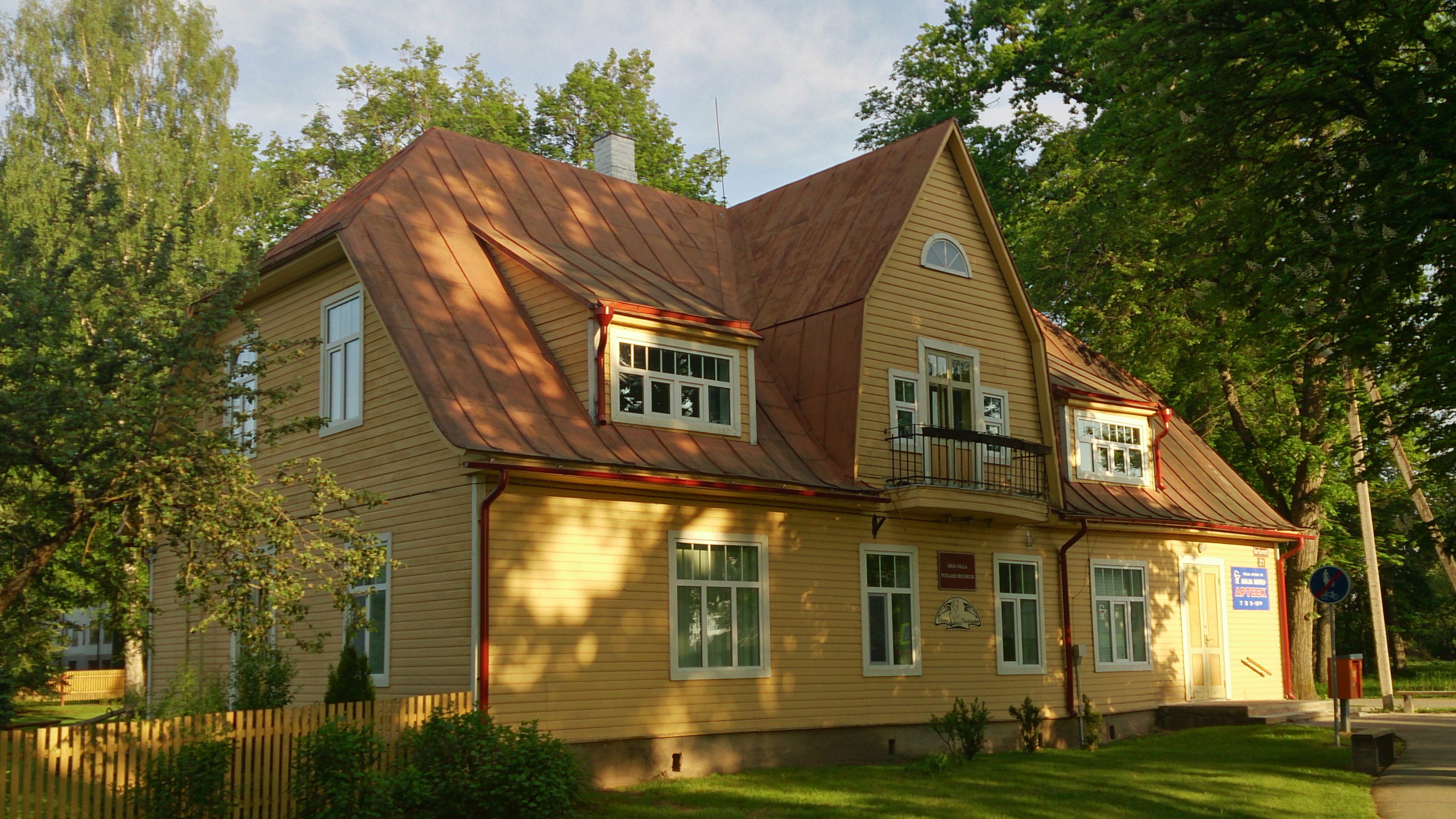
Musée Friedebert Tuglas.